# 狼獾號練習航空母艦
狼獾號練習航空母艦 (USS Wolverine IX-64) 是二戰期間美國海軍的訓練艦。它最初名為Seeandbee，是為克利夫蘭和水牛城運輸公司建造的五大湖豪華明輪遊輪。它於1912年11月9日下水，通常用於俄亥俄州克利夫蘭至紐約州水牛城的航線，以及前往其他港口的特殊航程。原主於1939年破產後，它被總部位於芝加哥的C & B運輸公司收購，並繼續營運至1941年。
它於1942年被美國海軍收購，並迅速改裝成航空母艦，用於訓練海軍飛行員在航空母艦上進行起降，改名為“狼獾號”，狼獾號沒有配備裝甲、機庫甲板、電梯或武器。作為航空母艦，它比當時的許多作戰航空母艦更短，飛行甲板更靠近水面。儘管它不適合作戰，但它在訓練飛行員的任務中表現出色。
1942年9月，第一架飛機降落在「狼獾號」航空母艦上。從1943年到1945年戰爭結束，它及其姊妹艦「黑貂號」航空母艦訓練了17,000名飛行員、登陸信號官和其他海軍人員，損失極小。第二次世界大戰結束後，它於1945年11月7日從海軍退役，並於1947年12月被出售拆解。

## 備注
1. ↑  The cited reference is not the equivalent of today's Gross Tonnage standardized in the 1960s. It is likely, though not specified, one of several measures of Gross Register Tonnage of the registering authority and time.